# Vallée des Chrétiens
La vallée des Chrétiens (en arabe : وادي النصارى / wādī n-naṣārā) est une vallée dans le gouvernorat de Homs, en Syrie.

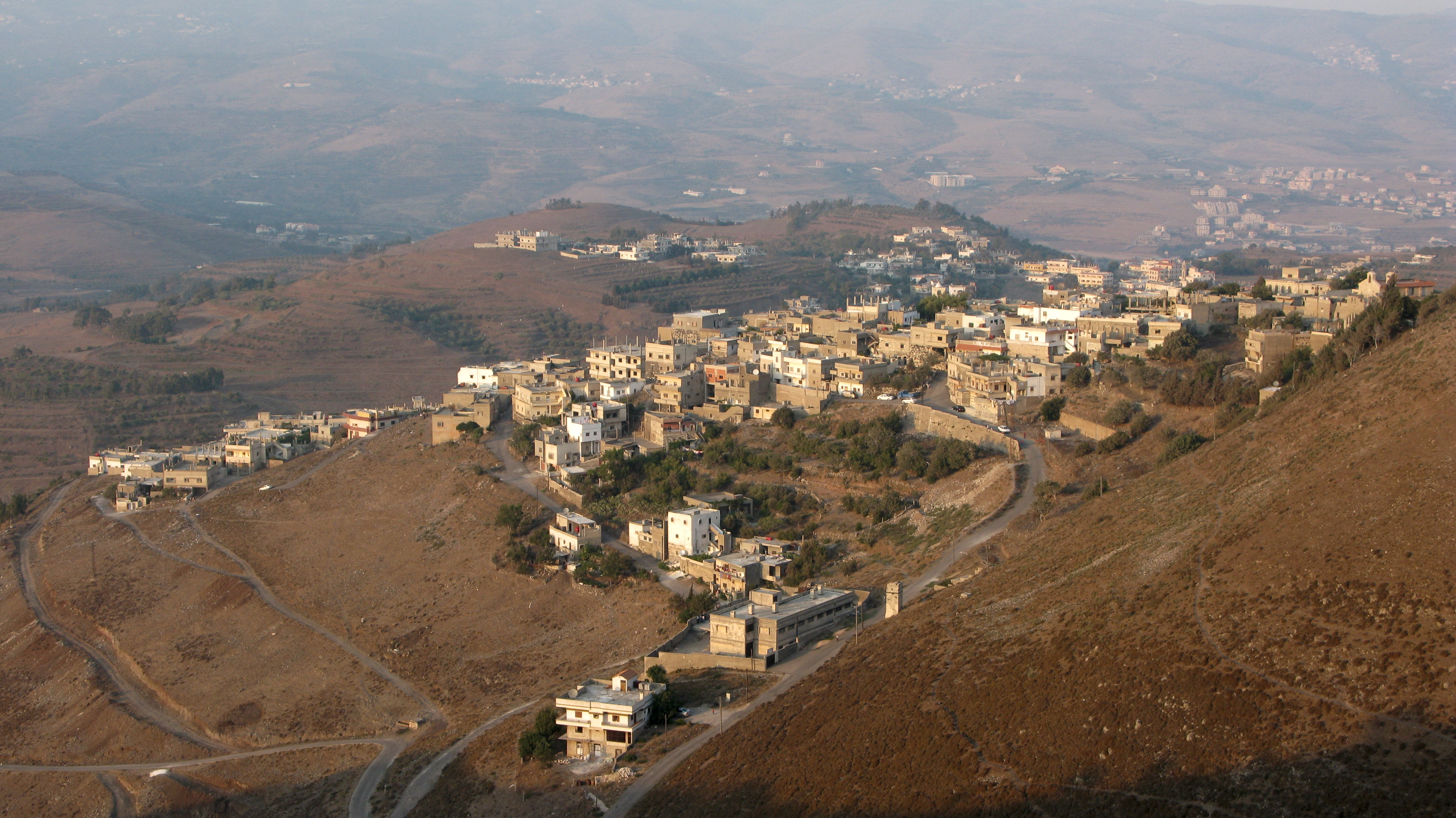
Vue d'Al-Husn, village musulman dans la Vallée des Chrétiens (Wadi al-Nasara).